# Lazy Bear Games
Lazy Bear Games — компанія з розробки відеоігор, заснована Микитою Кулагою та Святославом Черкасовим у Санкт-Петербурзі, Росія. Компанія часто співпрацює з tinyBuild і Uroboros Games.

## Історія
Lazy Bear Games була заснована як GameJam (або Game Jam Studio) у 2010 році та випускала ігри під цією назвою з 2010 року до перейменування студії в Lazy Bear Games у квітні 2015 року. Хоча їх перші три гри, розроблені з 2010 по 2012 рік, були скасовані або передані іншій компанії. У 2012-2013 роках вони разом із компанією Game Garden розробили сюжетний містобудівний конструктор Fairy Kingdom HD для мобільних платформ. У 2013 році вони взяли участь у конкурсі «Next Castle Party 2013», де протягом тижня працювали над аркадною 2D MOBA/платформером під назвою Rabbit Must Die і здобули дві нагороди у двох категоріях — найкраща кіберспортивна гра та приз глядацьких симпатій. Вона працювала на плагіні для веббраузера Unity Web Player. У 2014 році вони працювали над симулятором управління з тематикою та механізмом бійця під назвою VHS Story. Однак він був доступний лише в альфа-версії на сайті GameJolt. Потім, коли вони були перейменовані в Lazy Bear Games, вони також перейменували гру VHS Story в Punch Club, продовжуючи роботу над нею, і випустили її пізніше у 2016 році.

## Ігри

### GameJam
| Назва            | Рік       | Платформи                  | Розробник            | Жанр                     |
| ---------------- | --------- | -------------------------- | -------------------- | ------------------------ |
| Fairy Kingdom HD | 2012-2013 | iOS, Android, Amazon       | Game Garden, GameJam | Симулятор містобудування |
| Rabbit Must Die  | 2014      | Unity Web Player (Браузер) | GameJam              | MOBA, платформер         |

### Lazy Bear Games
| Назва            | Рік  | Платформи                                                                                     | Жанр                             |
| ---------------- | ---- | --------------------------------------------------------------------------------------------- | -------------------------------- |
| Punch Club       | 2016 | Microsoft Windows, OS X, iOS, Android, Xbox One, Nintendo Switch, Nintendo 3DS, PlayStation 4 | Спортивний симулятор             |
| Graveyard Keeper | 2018 | Microsoft Windows, OS X, iOS, Android, Xbox One, Nintendo Switch, Linux, PlayStation 4        | Симулятор доглядача за цвинтарем |
| Swag and Sorcery | 2019 | Microsoft Windows, iOS                                                                        | Пародійна рольова гра            |
| Punch Club 2     |      |                                                                                               | Спортивний симулятор             |